# 武蔵小杉駅
武蔵小杉駅（むさしこすぎえき）は、神奈川県川崎市中原区にある、東日本旅客鉄道（JR東日本）・東急電鉄の駅。
南武線と東急電鉄の駅は小杉町三丁目に、横須賀線の駅は新丸子東三丁目に、それぞれ所在する。

## 乗り入れ路線
当駅にはJR東日本と東急電鉄の2社が乗り入れ、接続駅としての役割も果たしている。
JR東日本の駅には、南武線、横須賀線、湘南新宿ライン、相鉄線直通列車の4系統が乗り入れる。スリーレターコード「MKG」が設定されている。
横須賀線、湘南新宿ライン、相鉄線直通列車は線路名称上は東海道本線の支線で「品鶴線」の通称を持つ。上野東京ライン及び東京駅発着の東海道線列車は当駅を経由せず、「東海道（本）線」の名称も新宿方面からの湘南新宿ライン東海道線直通列車を除き使用されない。横須賀線・湘南新宿ラインのホーム（3・4番線）開業までは南武線のみの駅であったため、現在も同線を所属線区としている。また、横浜支社の管内となっており、品鶴線西大井方の多摩川橋梁の横浜側堤防上には首都圏本部との境界が存在する。なお、品鶴線を経由する特急列車として、東海道本線方面の特急「踊り子・サフィール踊り子」の新宿方面発着列車と、成田空港への連絡列車である特急「成田エクスプレス」の横浜または大船発着列車が停車する。
- 南武線：川崎市と多摩地域を結ぶ路線。 - 駅番号「JN 07」
- 横須賀・総武快速線：東海道本線（品鶴線経由）を経て、大船駅より線路名称上の横須賀線を走る。上り列車は多くの列車が東京駅を経由し、総武快速線へ直通する - 駅番号はJO 15。
- 湘南新宿ライン：東海道本線（品鶴線経由）を経て、戸塚駅から西大井駅まで横須賀線と同一の線路を使用し、新宿駅経由で東海道線と高崎線間、横須賀線と宇都宮線間をそれぞれ直通する - 駅番号はJS 15。
- 相鉄線直通列車：新宿駅より当駅まで湘南新宿ラインと同一の線路を使用し、当駅から東海道本線貨物支線を経て羽沢横浜国大駅まで走る。横須賀線・湘南新宿ラインの停車駅である新川崎駅は通過となる。羽沢横浜国大駅より相鉄新横浜線を経由し相鉄本線へ直通する。相鉄本線からの直通列車で、新宿駅方面に向かう列車は「埼京線直通」と案内され、朝の一部の列車については大宮駅から川越線へ直通する[報道 1]。

東急の乗り入れ路線は、線路名称上は東横線のみであるが、2000年に複々線化され目黒線の列車も停車するようになり、東横線の列車とは案内上は区別されている。
- 東横線 - 駅番号「TY11」
- 目黒線 - 駅番号「MG11」

以下、本記事では特に必要がない限り、旅客案内上の名称を使用して解説する。

## 歴史

### 年表 (南武鉄道→国鉄→JR)
- 1927年（昭和2年）
  - 3月9日：南武鉄道線、川崎駅 - 登戸駅間開通。現在の本駅付近には駅は開設されず[注釈 5]。
  - 11月1日：南武鉄道線、向河原駅 - 武蔵中原駅間にグラウンド前停留場と武蔵小杉停留場を開業[1][2]。
    - 現在の武蔵小杉駅の位置にあったのがグラウンド前停留場で、当時の武蔵小杉停留場はその西方の府中街道（国道409号）との交点にあった。
- 1929年（昭和4年）8月21日：国鉄東海道本線の貨物支線（品鶴線）として、品川駅 - 新鶴見操車場 - 鶴見駅間が開業。現在の本駅付近には駅や信号場は設置されず。
- 1937年（昭和12年）10月30日：グラウンド前停留場を含む南武鉄道線の向河原駅 - 武蔵中原駅間が複線化。
- 1944年（昭和19年）4月1日：南武鉄道線が国有化されて運輸通信省南武線となる[1][2]。グラウンド前停留場が駅に昇格、武蔵小杉駅に改称[1][2]。武蔵小杉停留場廃止[1][2]。
- 1948年（昭和23年）11月10日：小荷物の取り扱いを開始[3]。
- 1959年（昭和34年）12月：国鉄（北口）の駅前広場が整備され、東急バスのターミナルが工業都市（現・東横線小杉駅）から小杉駅前（北口広場）へ移動。
- 1964年（昭和39年）10月1日：東海道新幹線開業。本駅付近では品鶴線の西側、同線に並行して建設。駅は設置されず。
- 1976年（昭和51年）3月1日：武蔵野線の貨物専用区間として鶴見駅 - 府中本町駅間が開業。東急武蔵小杉駅の直下を通過するが、本路線は貨物列車専用線のため、ホームは設置されず。
- 1980年（昭和55年）10月1日：東京駅 - 大船駅間で東海道本線と横須賀線の運転が分離され（SM分離）、品鶴線が旅客化されて横須賀線電車が運転開始。川崎市内では新川崎駅が設置。ただしこの時点では横須賀線武蔵小杉駅は設けられず。
- 1984年（昭和59年）
  - 2月1日：荷物の取り扱いを廃止[2]。
  - 10月1日：橋上駅舎となる[新聞 1]。同時にホームが川崎寄りに125m移動する[新聞 1]。
- 1987年（昭和62年）4月1日：国鉄分割民営化により、東日本旅客鉄道（JR東日本）の駅となる[1][2][注釈 6]。
- 1988年（昭和63年）11月27日：南武線連続立体交差事業に伴い武蔵中原方の下り線を高架に切り替え。
- 1990年（平成2年）12月20日：南武線連続立体交差事業に伴い武蔵中原方の上り線を高架に切り替え。
- 1994年（平成6年）3月15日：南武線改札口に自動改札機を設置[4]。
- 2001年（平成13年）11月18日：ICカード「Suica」の利用が可能となる。
- 2005年（平成17年）4月4日：横須賀線の新川崎駅 - 西大井駅間に本駅のホームを設置することがJR東日本と川崎市との間で基本合意（後述）。
- 2007年（平成19年）5月：横須賀線新駅設置工事着工[5]。
- 2010年（平成22年）3月13日：横須賀線の駅が開業し[1]、同線と湘南新宿ライン・特急「成田エクスプレス」、特急「スーパービュー踊り子」の停車駅となる。定期券以外の本駅経由の通過連絡運輸を廃止。横須賀線と南武線の駅の改札外連絡扱いを開始。
- 2011年（平成23年）
  - 4月9日：復活した南武線快速[6]の停車駅となる。当初は3月12日からの実施予定だったが、前日に発生した震災による電力危機に伴う計画停電の影響により延期。
  - 6月25日：横須賀線と南武線を結ぶ正規連絡通路が完成し、使用を開始。これにより両線の駅の改札外連絡扱いを廃止。
- 2014年（平成26年）
  - 1月8日：連絡通路のエスカレーターが急停止し、11人が重軽傷を負う事故が発生[7]。
  - 2月26日：南武線ホームの発車メロディを川崎フロンターレの応援歌「ナンバーワン野郎!」に変更。
  - 3月30日：武蔵小杉駅東口駅前広場が使用を開始[新聞 2]。
- 2017年（平成29年）4月28日：びゅうプラザの営業を終了。
- 2018年（平成30年）4月26日：混雑緩和の為、新南改札口（臨時入場口）が開設[報道 2]。
- 2019年（令和元年）
  - 10月12日：令和元年東日本台風（台風19号）による大雨の影響で、横須賀線新南改札口が浸水する被害を受ける。この影響で翌13日は、横須賀線上下線の全列車が終日当駅通過扱いとなる（湘南新宿ラインは全列車運休）[報道 3]。
  - 11月30日：相鉄線直通列車運行開始[報道 1]。埼京線の直通列車も当駅に乗り入れる。
- 2022年（令和4年）
  - 3月13日：南武線ホームにてホームドアの使用を開始[報道 4][報道 5][新聞 3]。
  - 12月18日：横須賀線新3番線ホームの供用を開始[報道 6]。
- 2023年（令和5年）12月24日：綱島街道改札の供用を開始[報道 7]。

### 年表 (東急電鉄)
- 1926年（大正15年）2月14日：（旧）東京横浜電鉄、丸子多摩川駅（現多摩川駅） - 神奈川駅開通。現在の本駅付近には駅は開設されず[注釈 7]。
- 1939年（昭和14年）12月11日：工業都市駅が開業（複線）。府中街道との交点付近にあった。
- 1945年（昭和20年）6月16日：南武線との交点に武蔵小杉駅が開業[8][9]。暫定的な駅として作られたため[9]、ホームに屋根のない駅で朝夕に限り定期券を所持している通勤客専用の駅だった[8][10]。
- 1947年（昭和22年）1月1日：一般旅客および手荷物の取り扱いを開始[10]。
- 1953年（昭和28年）3月31日：工業都市駅との中間地点に移転し[9]、工業都市駅を廃止する[11]。旧武蔵小杉駅と新丸子駅は422メートル、工業都市駅とは442メートルの距離であったが移転により新丸子駅との距離が603メートルとなった[9]。
- 1974年（昭和49年）6月1日：南口に自動改札機設置[12]。
- 1993年（平成5年）12月16日：東横線複々線化工事に伴い、当駅の改良工事に着手[13]
- 1995年（平成7年）7月13日：東横線下り線を海側の仮ホームに移設[14]。
- 1996年（平成8年）3月19日：東横線上り線を海側の仮ホームに移設[15]。当駅は島式ホームとなり、同時に南武線との連絡改札口を廃止[15]。
- 1997年（平成9年）8月31日：東横線上り線を本設線に移設（現行の4番線の位置）、新上り線ホーム使用開始[16][17]。
- 1998年（平成10年）4月23日：東横線下り線を現在の3番線位置に仮移設[18]。現在の1・2番線の場所にあった仮ホームは解体・新ホームを建設へ。
- 1999年（平成11年）5月15日：東横線下り線を本設線に移設（現行の1番線の位置）、新下り線ホーム使用開始[19][20]。
- 2000年（平成12年）
  - 8月6日：東急目黒線が誕生し、多摩川駅 - 武蔵小杉駅間が複々線化。東急のホームが2面4線となる。
  - 9月26日：東急目黒線が都営三田線・営団（現東京メトロ）南北線との直通運転を開始。本駅は西高島平駅・赤羽岩淵駅方面への列車の始発駅となる。
- 2007年（平成19年）3月18日：ICカード「PASMO」の利用が可能となる。
- 2008年（平成20年）6月22日：東急目黒線、武蔵小杉駅 - 日吉駅間が延伸開業。同区間が複々線化され、目黒線の駅は中間駅となる。
- 2012年（平成24年）12月6日：東横線ホームの発車メロディに川崎フロンターレの応援歌「轟け!青き魂」を導入。
- 2013年（平成25年）4月2日：武蔵小杉東急スクエアが開業[新聞 4]。これにあわせて同ビル4階と東急のホームを結ぶ東急スクエア連絡口の使用を開始。
- 2014年（平成26年）1月8日：連絡通路のエスカレーターが急停止し、11人が重軽傷を負う事故が発生[7]。
- 2021年（令和3年）4月30日：東急電鉄の定期券売り場の営業を終了[報道 8]。
- 2023年（令和5年）3月17日：この日をもって、東横線の発車メロディの使用を原則終了。翌日よりワンマン運転となり、ブザーに変更[注釈 8]。

### 横須賀線の駅設置の経緯
貨物列車専用であった品鶴線に横須賀線の列車が走るようになった後も、品鶴線の線路には長らくホームが設置されていなかったが、2005年4月4日、川崎市とJR東日本は横須賀線武蔵小杉駅設置に関して基本合意した。
なお事業開始前の1987年（昭和62年）には沿線自治体の商工会議所・商工会で組織された「南武線沿線地域振興連絡協議会」が、横須賀線と並行している東海道新幹線（JR東海）へのホーム設置を求めており、また2004年（平成16年）1月31日に開かれた第5回川崎市総合計画市民会議では横須賀線だけでなく新幹線にもホームを設置することが提言されたが、その後神奈川東部方面線（東急新横浜線）の事業化もあり、着手に至っていない。
- 開業 - 2010年（平成22年）3月13日に仮開業。当初は2009年度中に本開業する予定であったが、南武線と横須賀線の連絡通路工事でも東海道新幹線のレールがずれないようにするための追加工事や工法変更が必要となったため、まずは暫定通路や仮ホームを利用した開業となり[23]、正式開業はその約1年後となる予定に変更された。
- 場所 - 新川崎駅から約3キロ、西大井駅から約6キロに位置する横須賀線と南武線の交差部。地番は川崎市中原区新丸子東三丁目1111番。
- 駅構造 - 島式ホーム1面2線の高架駅となる。ホームは横須賀線の下り線路を外側に移設して確保した空間に新設する（隣接のNEC玉川事業場の土地を駅敷地として一部譲受）。ホームの長さは310メートル。並行して敷設されている東海道新幹線の線路は現状維持となる。また、新川崎寄りのホーム側に新改札口（新南改札）と駅前広場が建設される（従来の南武線側の改札口は「北改札」となる）。
- 連絡通路 - 南武線の駅からは東に離れた場所に位置しているため、同線の駅から線路に沿って西大井寄りのホーム先端付近につなげた。全長250メートル。また、通路は高架式および地下式タイプではなく地平レベルとなることから、途中の綱島街道の道路下と東海道新幹線の線路下をくぐり抜けて階段、動くスロープ、エレベーターが設置される構造となる。この通路は仮開業から1年後の2011年春季の完成予定となっていたが、東北地方太平洋沖地震（東日本大震災）の影響により延期となり、同年6月25日からの供用開始となった。
  - 駅開業時から約1年程は暫定通路[注釈 9]での連絡だったため、本設通路完成時までは暫定措置として改札外連絡も可能だった。この場合、新南改札と北改札（一部）のオレンジ色にラッピングされた自動改札機から出場し、30分以内にもう一方の改札から入場する必要があり、これを超えた場合は下車扱いとなっていた。本設通路の完成によりこの取り扱いは終了となり、自動改札機のオレンジ色のラッピングも撤去された。
- 事業費 - 約200億円。そのうち約30億円は駅前広場などの関連施設に充当される。
  - 駅舎 - 川崎市が全額負担。
  - 連絡通路 - 川崎市とJR東日本が折半。

開業時の横須賀線の乗降人員は、他線からの乗り換えも含めて一日あたり約7万人程度を見込んでいたが、初年度の乗車人員は4万人程度であった。
- 当初、2009年度開業時点のJR東日本と東急を合わせた全体の1日平均乗降人員は、2003年時点の約14万人から4万人増の約18万人程度と見込んでいたが、2008年時点では28.3万人である。
- 開業後は横須賀線[注釈 10]・湘南新宿ライン、および横浜方面発着の特急「成田エクスプレス」全列車と新宿方面発着の特急「踊り子」系統が停車している[報道 9][注釈 11]。ただし、平日朝と夜に運行する特急「湘南」全列車はすべて通過する。
- 当ホームの開業によって、本駅を発着、または経由して東京近郊区間内のみを乗車する場合、運賃計算経路が南武線を経由する従来のものより短くなり、運賃が値下げとなる区間がある[注釈 12][注釈 13]。また、現行の南武線と東京山手線内との間を東急東横線または小田急小田原線で経由する通過連絡運輸[注釈 14]は定期券を除き廃止となり、乗車される区間をそれぞれ合算した運賃となる。

### 駅名の由来
- 南武鉄道の駅が開設される際に地名をとったものであるが、北陸本線（現・あいの風とやま鉄道線）の小杉駅（富山県射水郡小杉町〈現・射水市〉）と区別するために旧国名を冠して武蔵小杉とした。小杉は、江戸時代には中原街道の小杉宿として栄えていた。
- グラウンド前駅の由来は、駅前に横浜正金銀行のグラウンドがあったためである。このグラウンドはその後、同行の後身である東京銀行が使用していたが、東京三菱銀行を経て三菱UFJ銀行となった際は資産整理のため閉鎖された。跡地はしばらく有料駐車場となったあと、三井不動産グループの手で開発された高層マンション「パークシティ武蔵小杉（ミッドスカイタワー、ステーションフォレストタワー）」が2009年に竣工した[24]。
- 工業都市駅の由来は、駅周辺に工場が多く立地してきたため、その最寄り駅として設置されたことによるものである。東京横浜電鉄の分譲地「田園都市」の対になるものでもある[25]。東急バスの「東横線小杉駅」バス停留所は長らく「工業都市」を名乗っていた。なお、東京横浜電鉄と南武鉄道はお互い関係会社という位置づけでありながら実際は競合し反目していた間柄であったため、その交点に駅が設置されることはなかった。

## 駅構造
JR東日本と東急の駅は改札内での相互往来はできず、改札を出て連絡通路を経由する。なお、かつてJRと東急のホームを連絡する中間改札口が設置されていたが、東急側の駅改築にあたり廃止された。
JR東日本の駅は、北改札に北口・西口・東口があり、綱島街道改札と新南改札にそれぞれ1か所ずつ出入口が存在する。また、東急の駅には正面口・南口・東急スクエア連絡口があり、このうち正面口は正面口1（JR東日本の橋上コンコースに接続）、正面口2（東口駅前広場に接続）、正面口3（東急スクエアに接続）に分かれる。

### JR東日本
南武線ホームは相対式ホーム2面2線を有する地上駅で、橋上駅舎を有している。また、横須賀線・湘南新宿ライン・相鉄線直通列車のホーム（以下、横須賀線ホーム）は方向別単式ホーム2面2線を有する高架駅である。川崎統括センターの直営駅（管理駅）で南武線の向河原駅 - 鹿島田駅までの各駅と、横須賀線新川崎駅を管理する。
北改札にみどりの窓口があり、指定席券売機は北改札のみどりの窓口と新南改札や綱島街道改札の自動券売機に併設している。以前は北改札にびゅうプラザがあったが、2017年4月に閉鎖されている。
エスカレーターとエレベーターは、改札内とホームを結ぶもの、改札外と西口・北口を結ぶものがある。また、南武線ホームと横須賀線ホームを結ぶ連絡通路上には動く歩道が設けられている。オストメイト対応の多機能トイレもそれぞれの路線の改札内に設置されている。
東海道本線の品川駅 - 川崎駅 - 横浜駅間が不通になった場合、通常は川崎駅に停車する東海道線の列車が品鶴線経由となり、当駅に臨時停車することがある。
横須賀線ホーム開設以来、特に朝ラッシュ時の混雑が激しくなっていることから、新南改札の向かい（新川崎寄り）に朝ラッシュ時のみ使用可能な入場専用臨時改札の開設、北改札 - 横須賀線ホーム間の連絡通路を兼ねている2番線ホームを1メートル拡幅する工事をそれぞれ行い、2018年春に併用開始している。また更なる混雑緩和の為、横須賀線新3番線ホーム（下りホーム）の増設工事を行い、方向別2面2線のホームとしたうえで、南武線北側からの改札口を新設する工事が進められ、新3番線ホームについては2022年12月18日に、新設改札口の綱島街道改札は2023年12月24日に、それぞれ供用開始された。
なお、新南改札（臨時入場口）には改札係員は常駐しないほか、綱島街道改札にはお客さまサポートコールシステムが導入されており、一部時間帯を除き遠隔対応のため改札係員は不在となる。また、綱島街道改札の利用時間は7時から23時までとなっている。

#### のりば
| 番線       | 路線                   | 方向 | 行先                                                     |
| ---------- | ---------------------- | ---- | -------------------------------------------------------- |
| 地上ホーム |                        |      |                                                          |
| 1          | 南武線                 | 上り | 向河原・矢向・川崎方面                                   |
| 2          | 南武線                 | 下り | 武蔵溝ノ口・登戸・立川方面                               |
| 高架ホーム |                        |      |                                                          |
| 3          | 横須賀線               | 下り | 横浜・逗子・久里浜方面                                   |
| 3          | 湘南新宿ライン         | 南行 | 横浜・鎌倉・小田原方面                                   |
| 3          | 相鉄線直通             | 下り | 羽沢横浜国大・海老名方面                                 |
| 4          | 横須賀・総武線（快速） | 上り | 品川・東京・千葉・成田空港方面 ■特急「成田エクスプレス」 |
| 4          | 湘南新宿ライン         | 北行 | 渋谷・新宿・大宮方面                                     |
| 4          | 埼京線直通             | 上り | 新宿・武蔵浦和・大宮方面                                 |

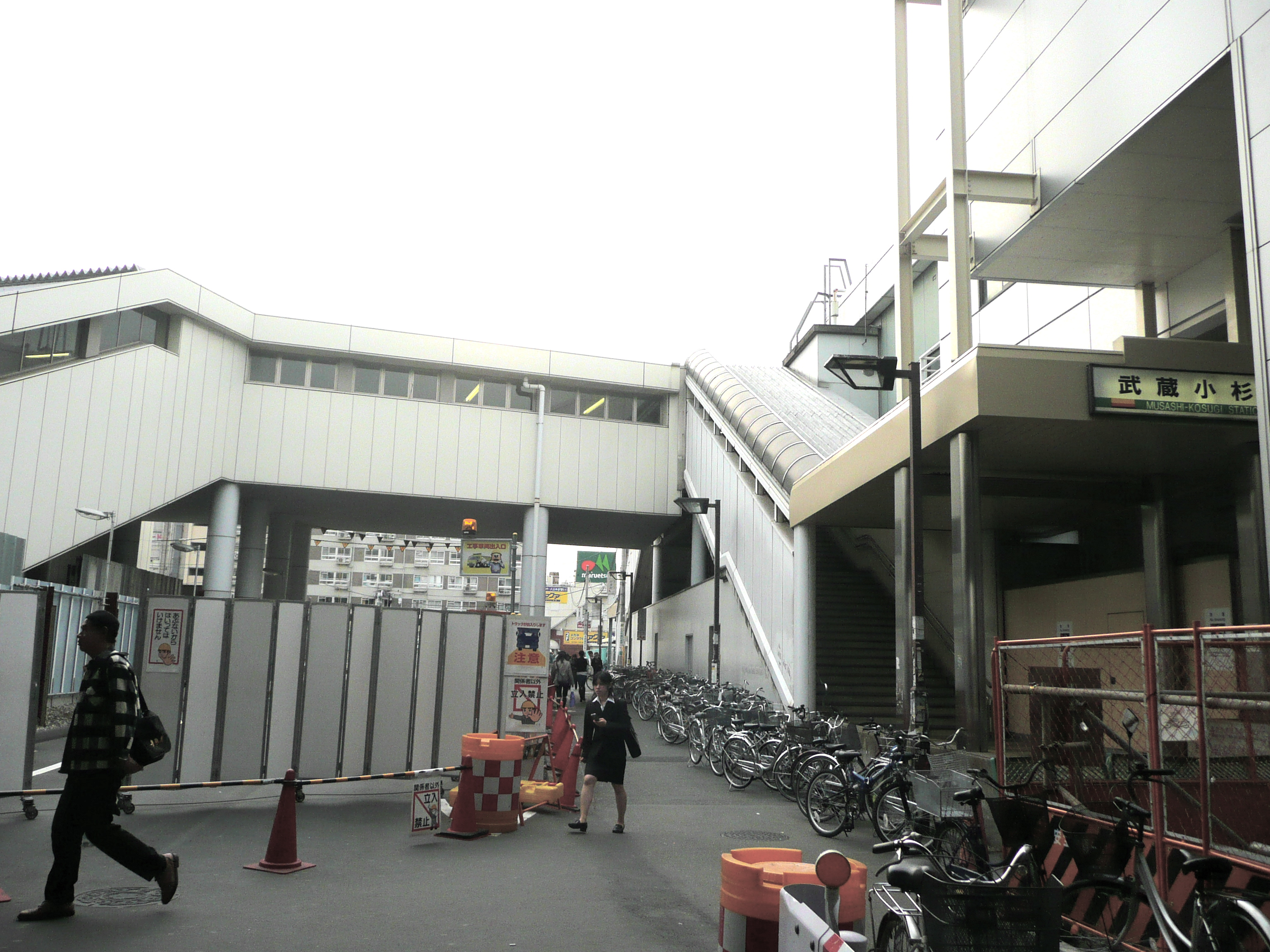
JR東口（2008年4月）
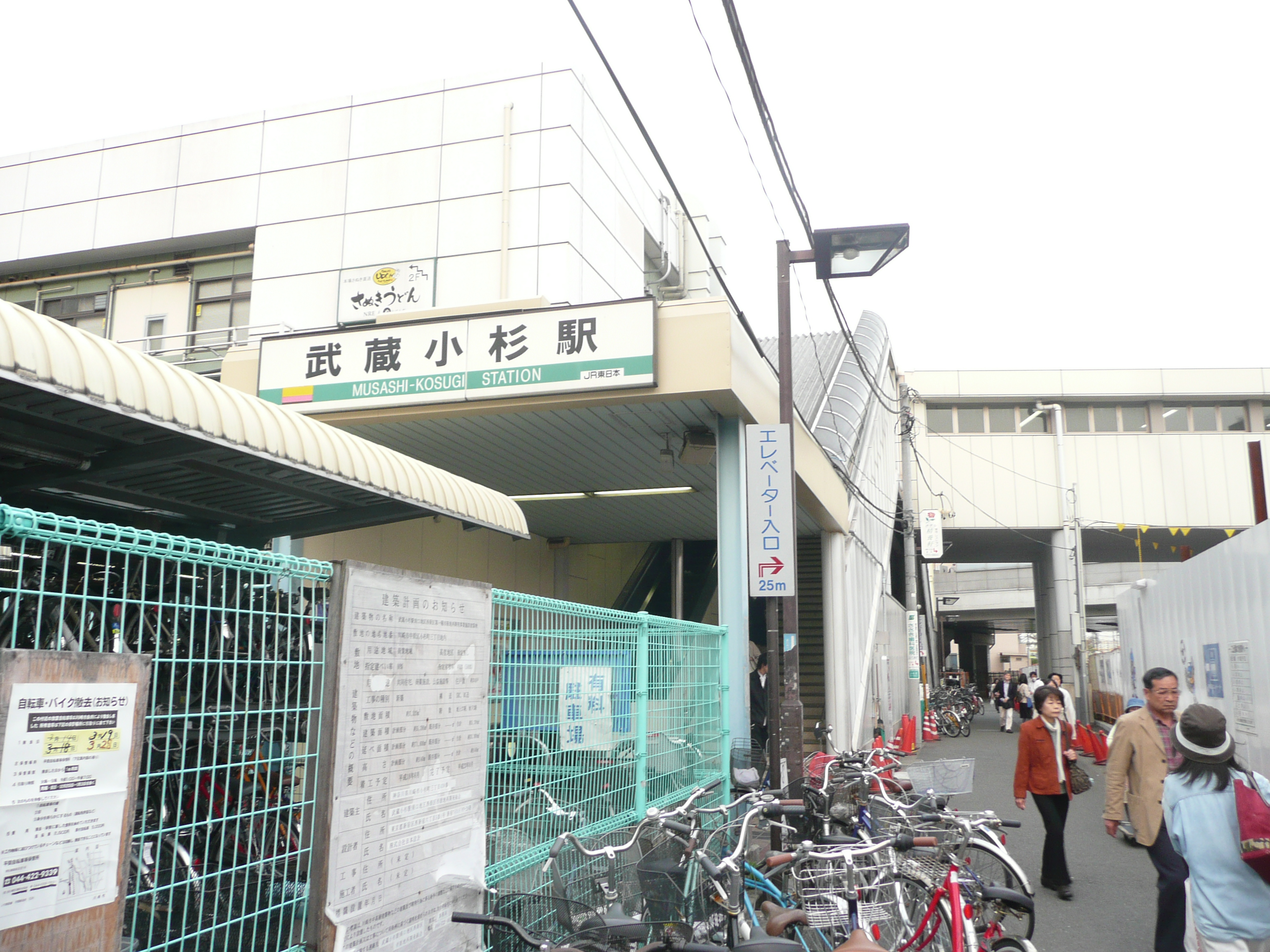
JR西口（2008年4月）
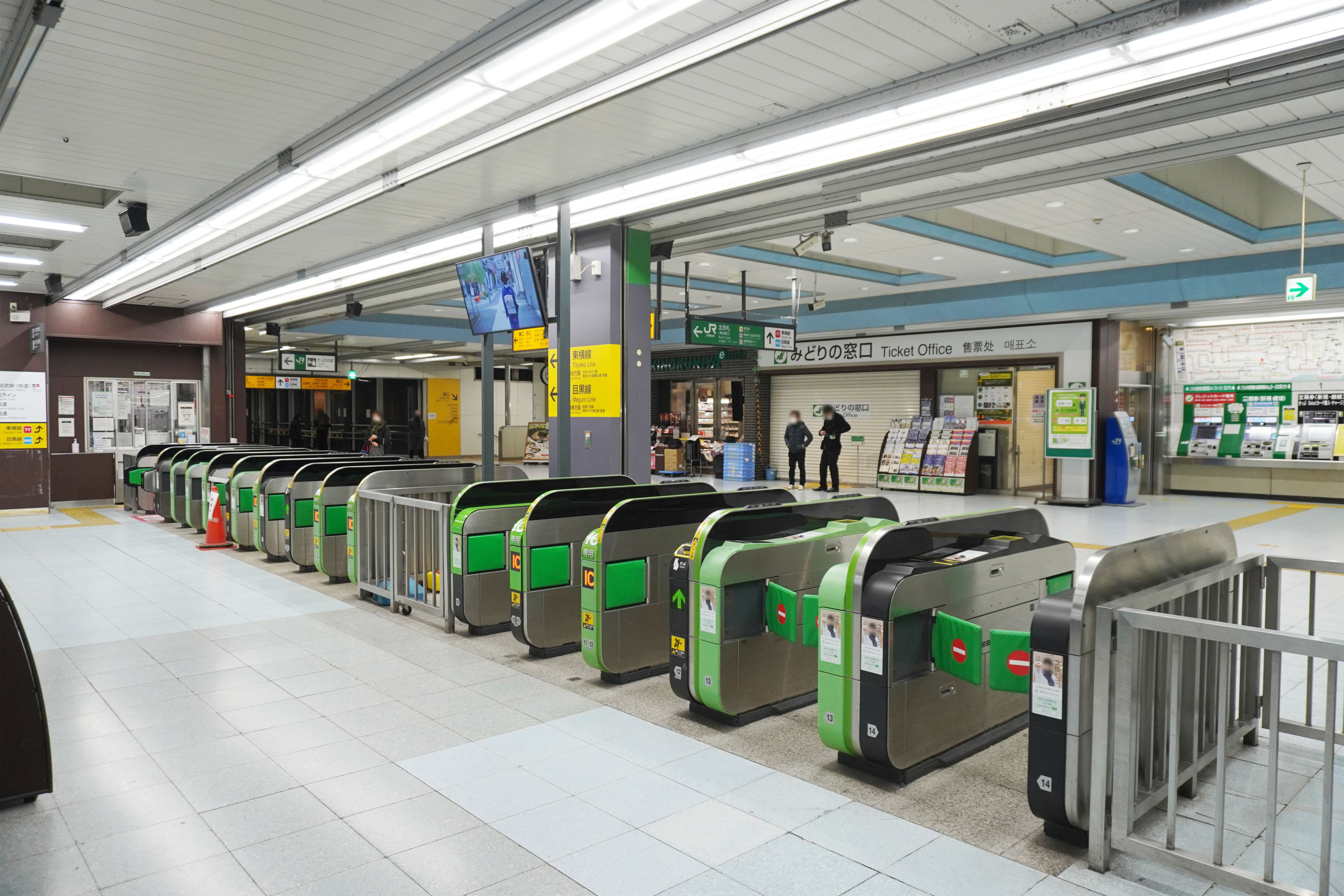
北改札（2024年2月）
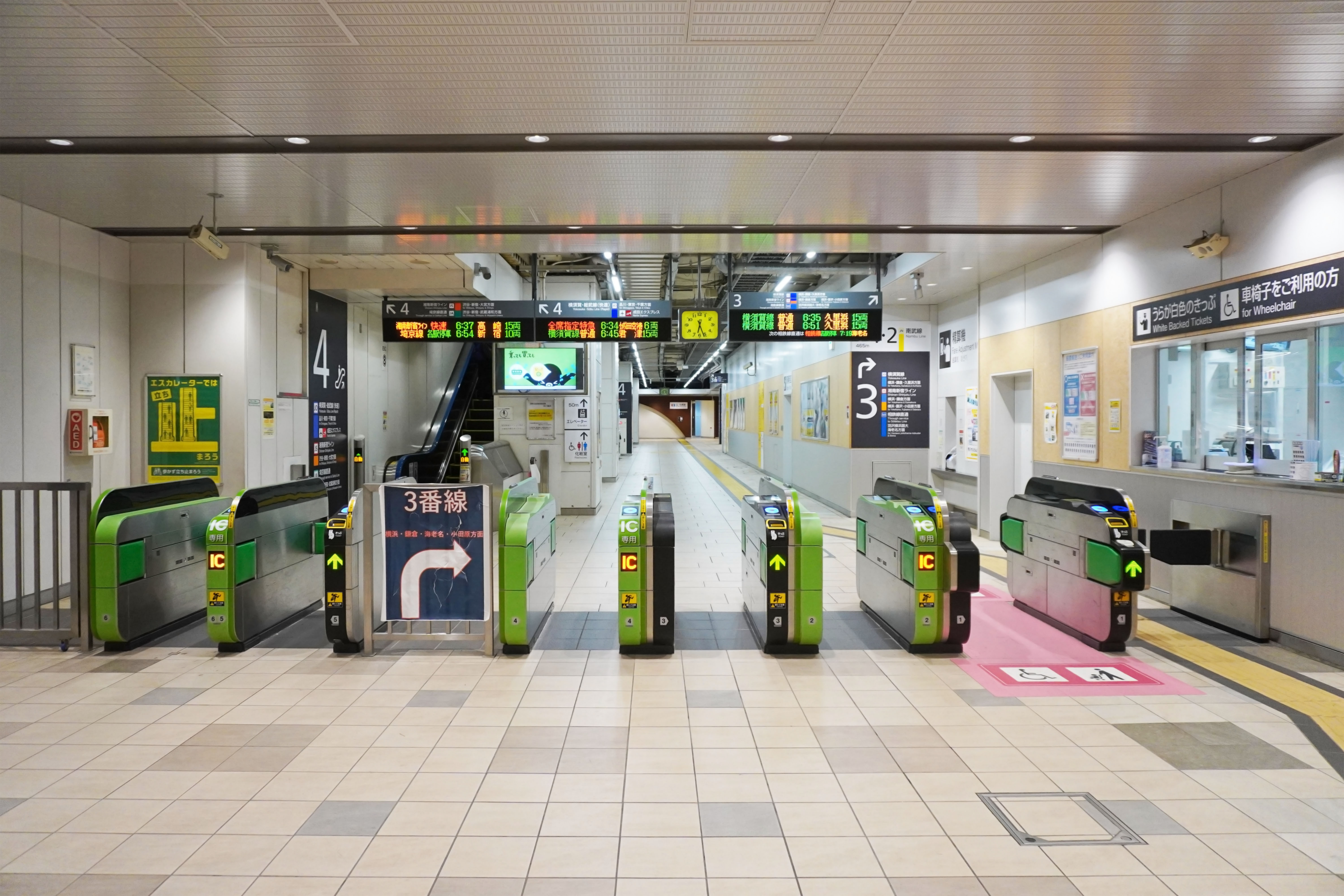
新南改札（2024年2月）
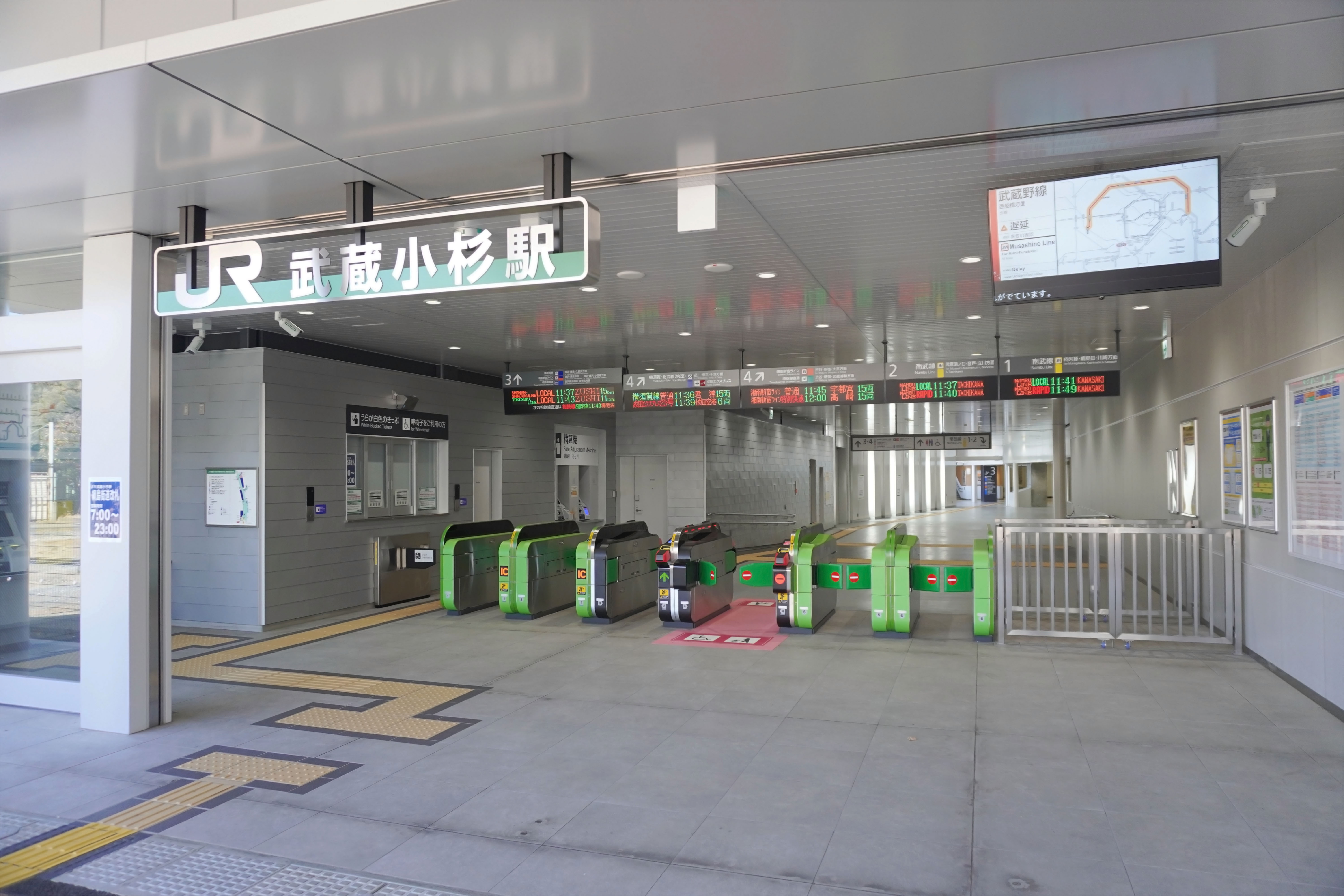
綱島街道改札（2024年2月）
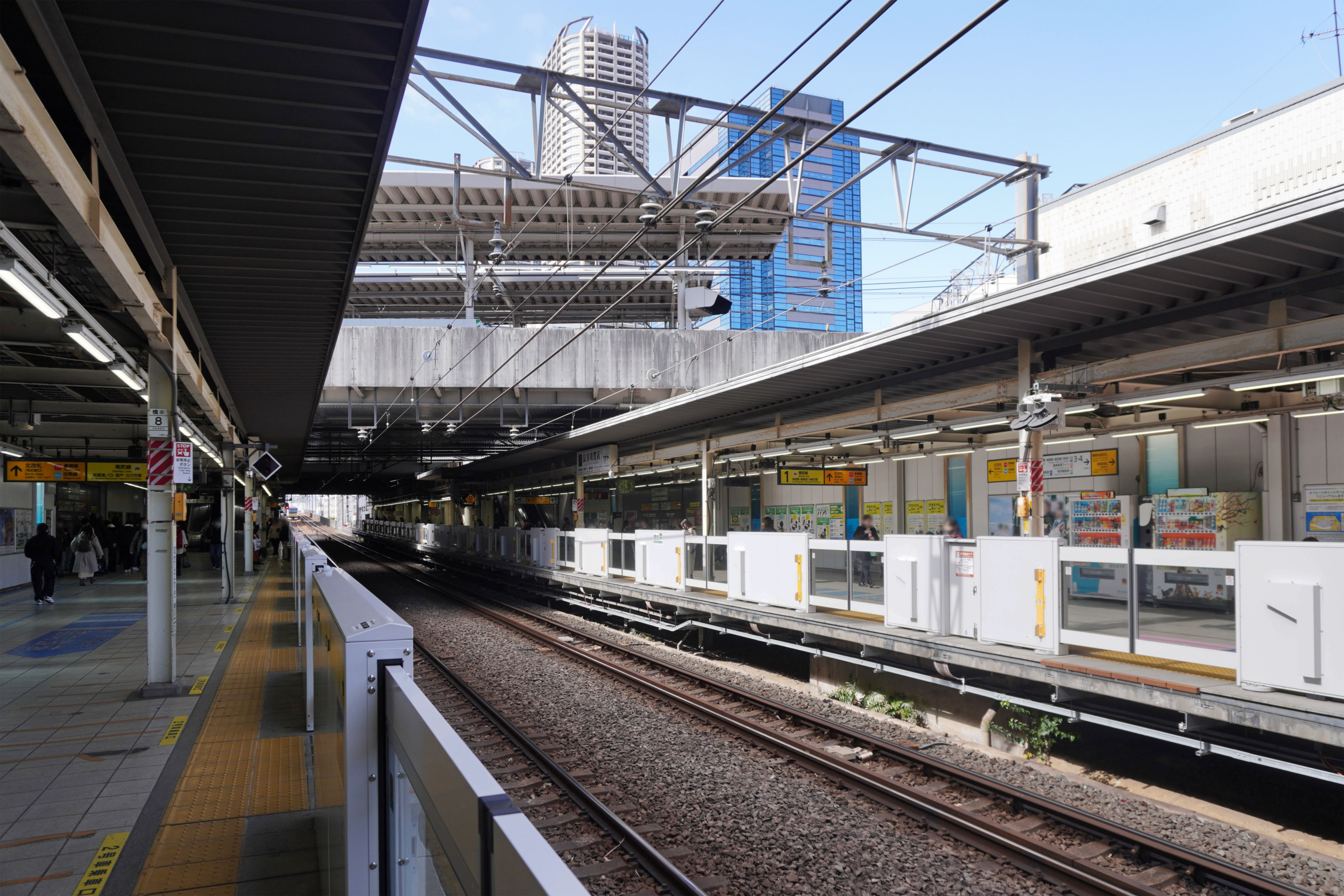
1・2番線（南武線）ホーム（2024年2月）
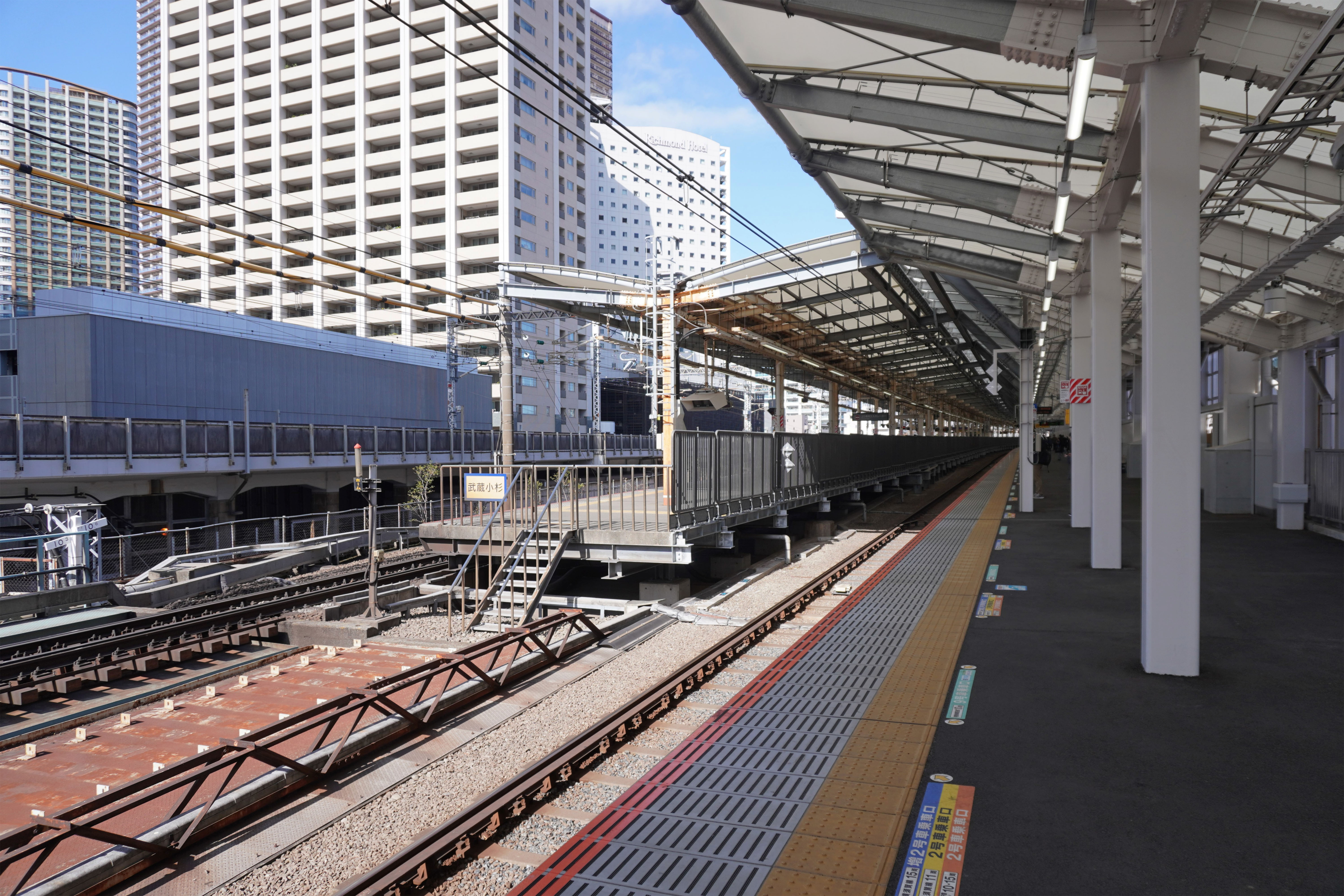
3・4番線（横須賀線）ホーム（2024年2月）
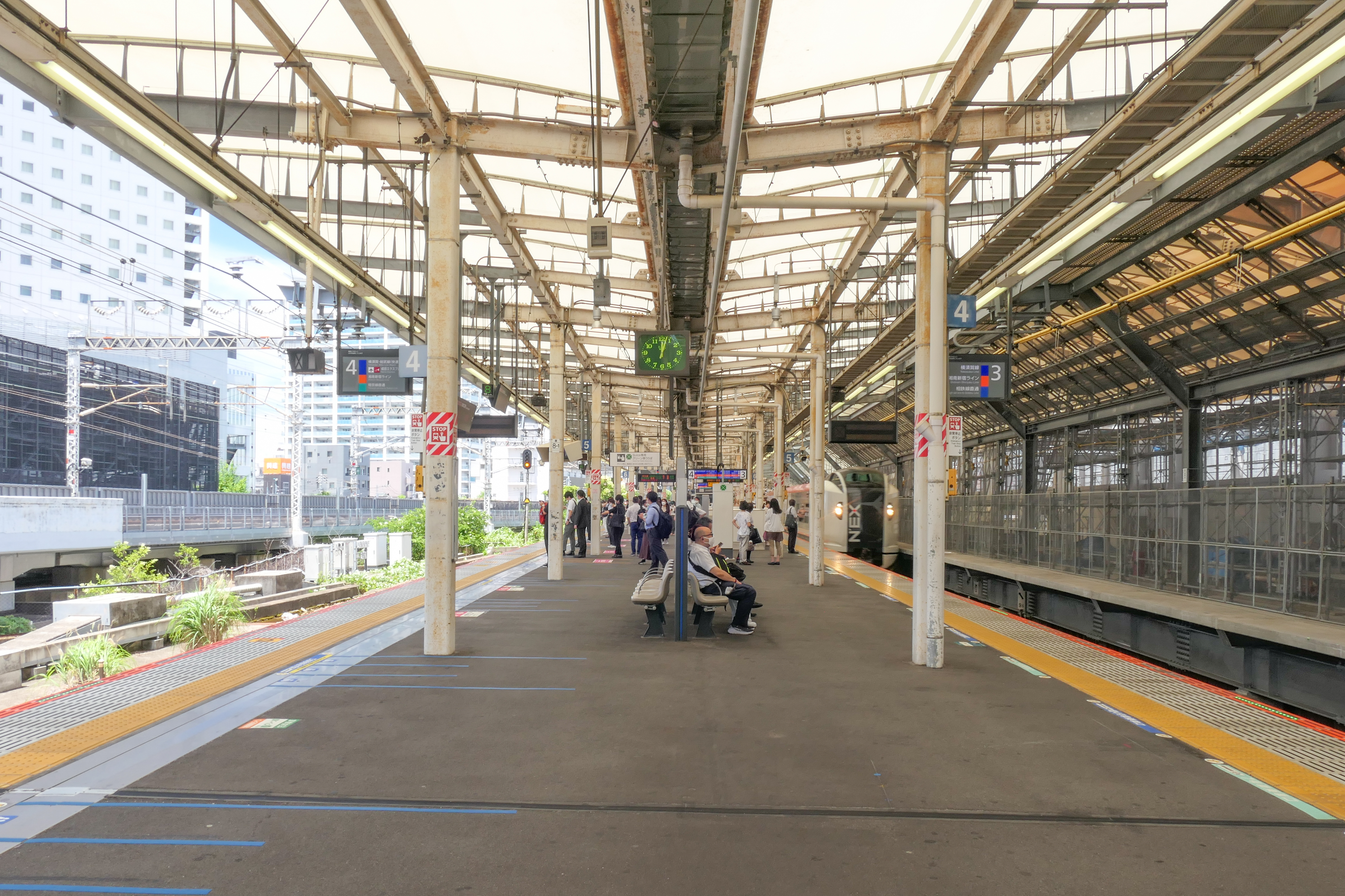
ホームを共有していた時の3・4番線（横須賀線）ホーム（2022年6月）

#### 発車メロディ
2014年2月26日から2025年3月14日まで、南武線ホームにおいてJリーグ・川崎フロンターレの応援歌「ナンバーワン野郎!」が発車メロディとして使用されていた。

### 東急電鉄
島式ホーム2面4線を有する高架駅。ホームの外側を東横線、内側を目黒線、それぞれの列車が使用する。
エスカレーター・エレベーター・多目的トイレを併設している。このうちエスカレーターは正面口側が下り専用、南口側が上り専用となっている。
高架化時に際してホーム中央に駅ビルを建設するスペースが確保されていたが、2011年8月に着工した（後述）。

#### のりば
| 番線 | 路線   | 方向 | 行先                                   |
| ---- | ------ | ---- | -------------------------------------- |
| 1    | 東横線 | 下り | 横浜・元町・中華街・新横浜・二俣川方面 |
| 2    | 目黒線 | 下り | 日吉・新横浜・二俣川方面               |
| 3    | 目黒線 | 上り | 目黒・赤羽岩淵・浦和美園・西高島平方面 |
| 4    | 東横線 | 上り | 渋谷・池袋・川越市・所沢方面           |

#### 駅構内設備
売店（LAWSON+toks）
改札内店舗は3・4番線の上りホームの中央横浜寄りに、改札外店舗はJR連絡改札の正面口札横にそれぞれ設置されている。
売店（toks）
1・2番線の下りホームの中央横浜寄りに設置されている。この売店は通常の商品のほかに鉄道グッズコーナー（おもに東急線グッズ）が併設されている。

#### 付記
- 2017年3月25日より運転を開始した有料座席指定列車「S-TRAIN」は、当駅に運転停車するが、客扱いは行わない。
- 東横線の特急（Fライナー含む、通勤特急除く）は東急新横浜線の始発駅である日吉駅を通過する。そのため、東横線特急と東急新横浜線直通列車を利用する場合は、当駅で乗り換える必要がある。
- かつては日吉駅所管の「日吉管内」の駅であったが、2012年に駅長所在駅に昇格し、「武蔵小杉管内」として元住吉駅から新丸子駅を日吉管内から移管のうえ管理している。
- かつては東横線のみが乗り入れ、相対式ホーム2面2線を有する築堤上に設けられた高架駅であり、改札口は元住吉寄り（現在の南口）にあったが、新丸子寄りに上りホームから同一平面で南武線の構内跨線橋に連絡する通路があり、中間改札口を介して乗り換えが可能になっていたほか、東横線利用者が南武線改札から乗降（あるいはその逆に南武線利用者が東横線南口で乗降）する場合にも利用されていた。
- 東横線複々線化工事に伴い、1993年12月16日から改良工事が開始された[13]。1995年7月に下り線を海側の仮ホームに、1996年7月に上り線も海側の仮ホーム（現在の下りホーム位置・仮設ホーム）に移設され、同時に南武線との連絡改札口も廃止された[14][15]。この時点で島式1面2線のホームとなり、有効長は10両編成分が確保された[14][15]。ホームが1つとなることから、混雑緩和を目的に上り線と下り線で停車位置を2両分ずらしていた[14][15]。
- その後、東横線の複々線化工事に伴う改築により前述の通路と中間改札口が廃止され、同時に新丸子寄りにも改札口が新設された。
- 2000年8月6日の目黒線開業に伴い、専用の引き上げ線が敷設された。当初は1線のみだったが、2006年9月24日の東横線の当駅 - 日吉駅間の高架化および同年9月25日からの目黒線の急行運転に伴い2線に拡張された。これは元住吉駅高架化前の東横線の本線を使用してそのまま元住吉検車区へとつながっていたため、東横線・目黒線の当駅止まりの列車や当駅始発の出・入庫列車が使用していたが、2008年6月22日の目黒線の日吉延伸時に本線としての使用を開始した。なお、目黒線の日吉駅延伸後や2023年3月に東急新横浜線開業後も元住吉検車区への入・出庫のために引き続き当駅始発・終点の列車が設定されている。
- 2006年9月25日のダイヤ改正で元住吉駅は南側に移転・高架化された。元住吉駅構内から検車区への出・入庫が不可能となったため、東横線の出・入庫列車は初電と終電を除き従来の元住吉駅始発・終点からすべて当駅発着に変更された。なお、出・入庫時は当駅から目黒線の線路を経て元住吉検車区に通じる車庫線を経由するが、横浜方面はそのほとんどが日吉始発となるため、元住吉検車区に設置されている日吉駅への「下り出庫線」を通る。
- 埼玉高速鉄道線および都営地下鉄三田線から目黒線経由で東横線・みなとみらい線に直通する臨時列車「みなとみらい号」は2006年8月運転分まで当駅で目黒線から東横線への転線を行っていたが、前述した元住吉駅高架化に伴う配線変更により同年12月運転分から田園調布駅での転線となった。なお、目黒線の日吉延伸後も田園調布駅での転線となっている。
- 東横線の本駅 - 元住吉間の高架線上には、非常時の同駅での折り返しに備えて非常渡り線が設けられている。
- 2013年3月16日から東横線は東京メトロ副都心線と相互直通運転を実施するにあたり、特急・通勤特急・急行において10両編成運転を開始するため、新丸子寄りでホームの延伸工事が行われた[35]。
- 2015年3月7日の終電後に4番線（東横線上り）にホームドアが設置され、同月末に稼働された[36][報道 12]。
- 2015年4月に複合ビルである武蔵小杉東急スクエアが開業。それに伴い、東急スクエア連絡口改札を設置（利用は10時 - 22時）。
- 2010年に横須賀線ホームが設置されたことで利便性が向上し、また駅周辺の開発が進んだこともあり、2016年以降はラッシュ時の駅および周辺区間の混雑が大きな問題となっている[新聞 5]。
- 当駅～新丸子間の駅間距離は500mで、東急東横線では一番短く、当駅ホームから新丸子駅ホームが目視できる。

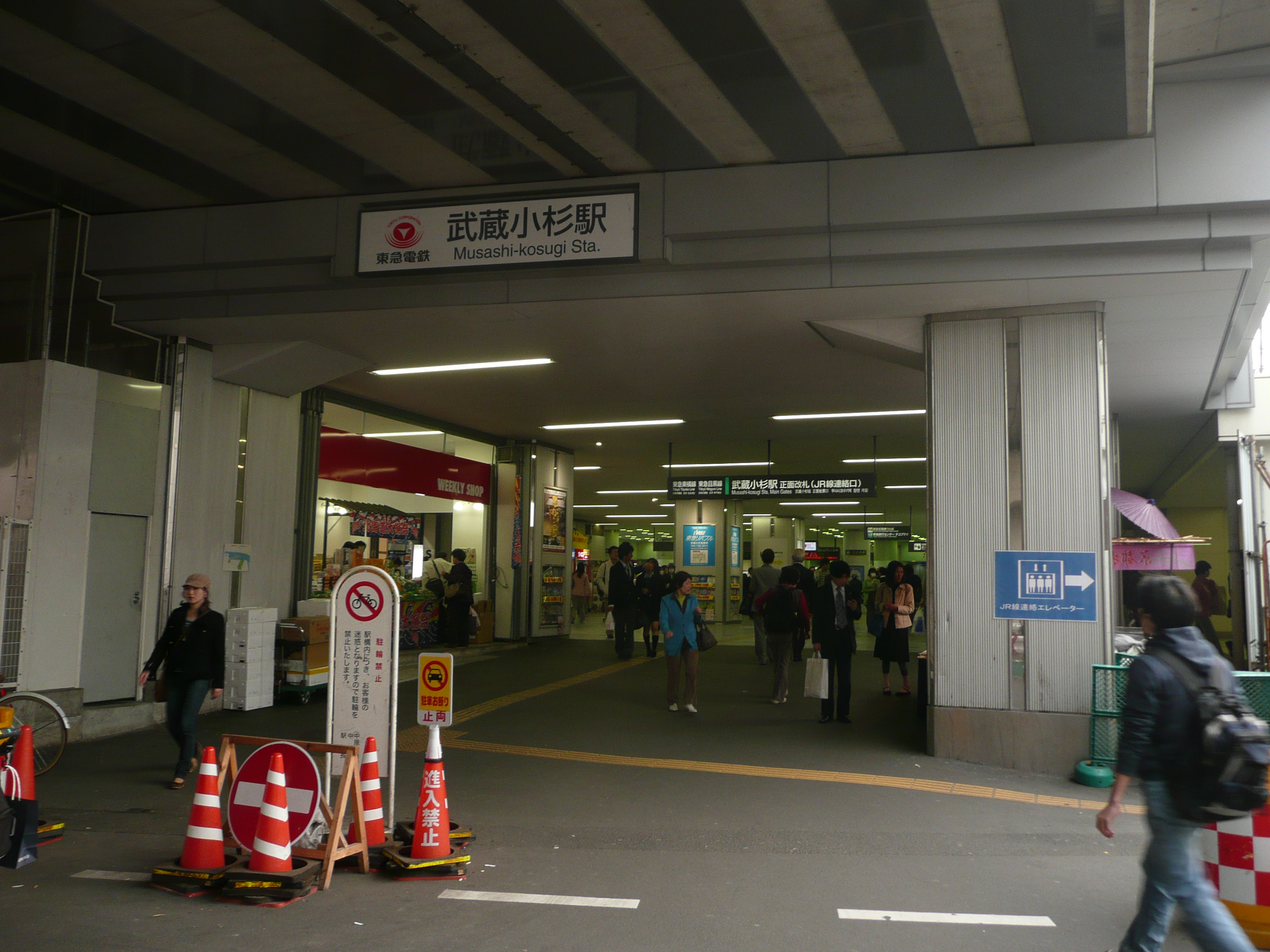
JR連絡口（2008年4月）
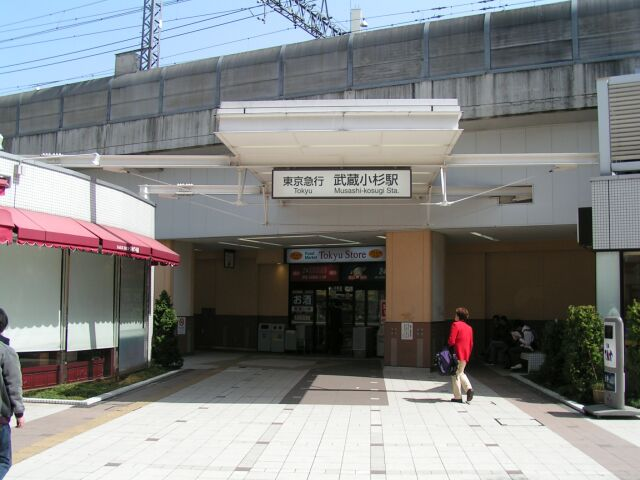
南口（2004年4月）
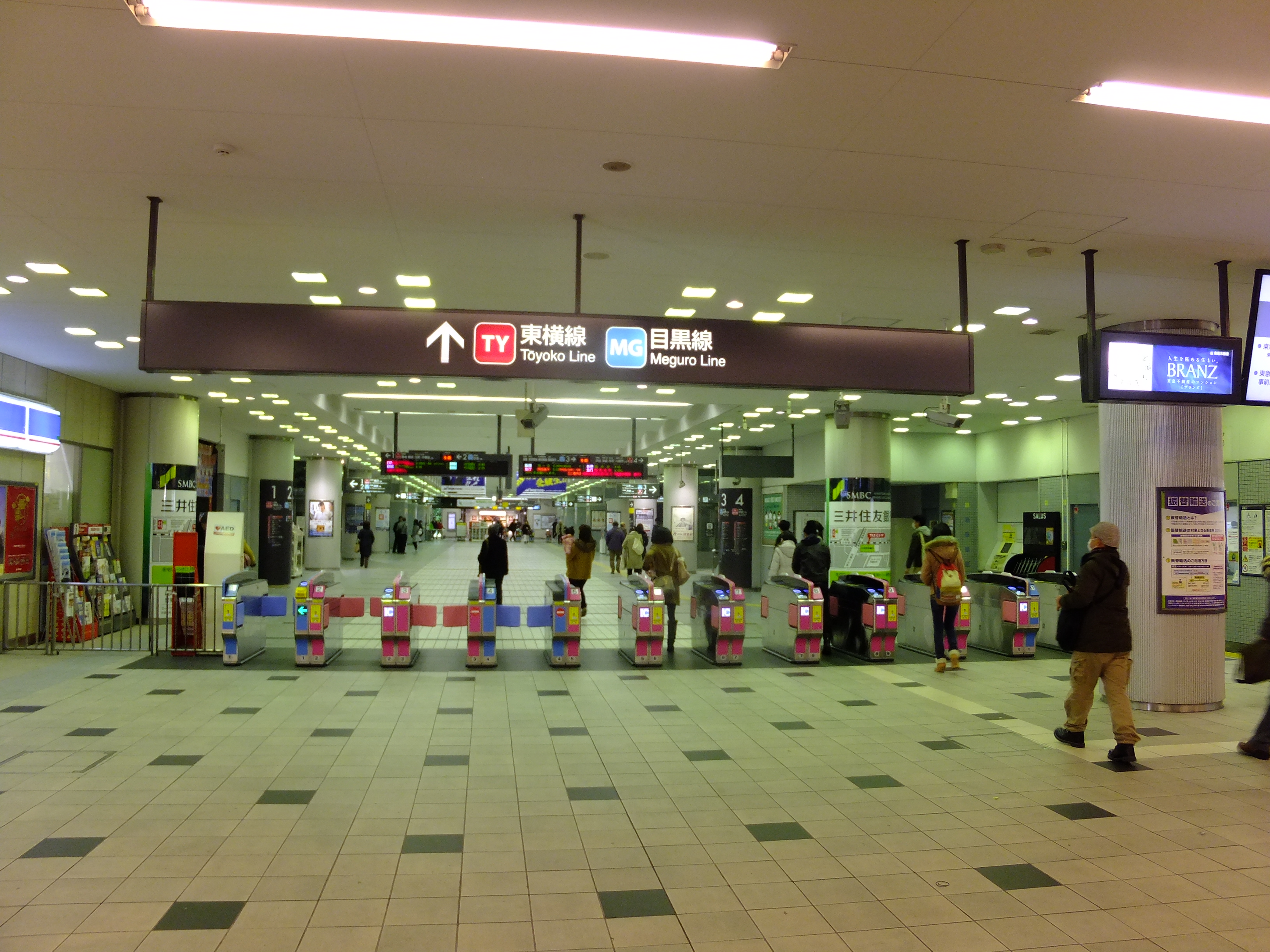
改札口とコンコース（2015年2月）
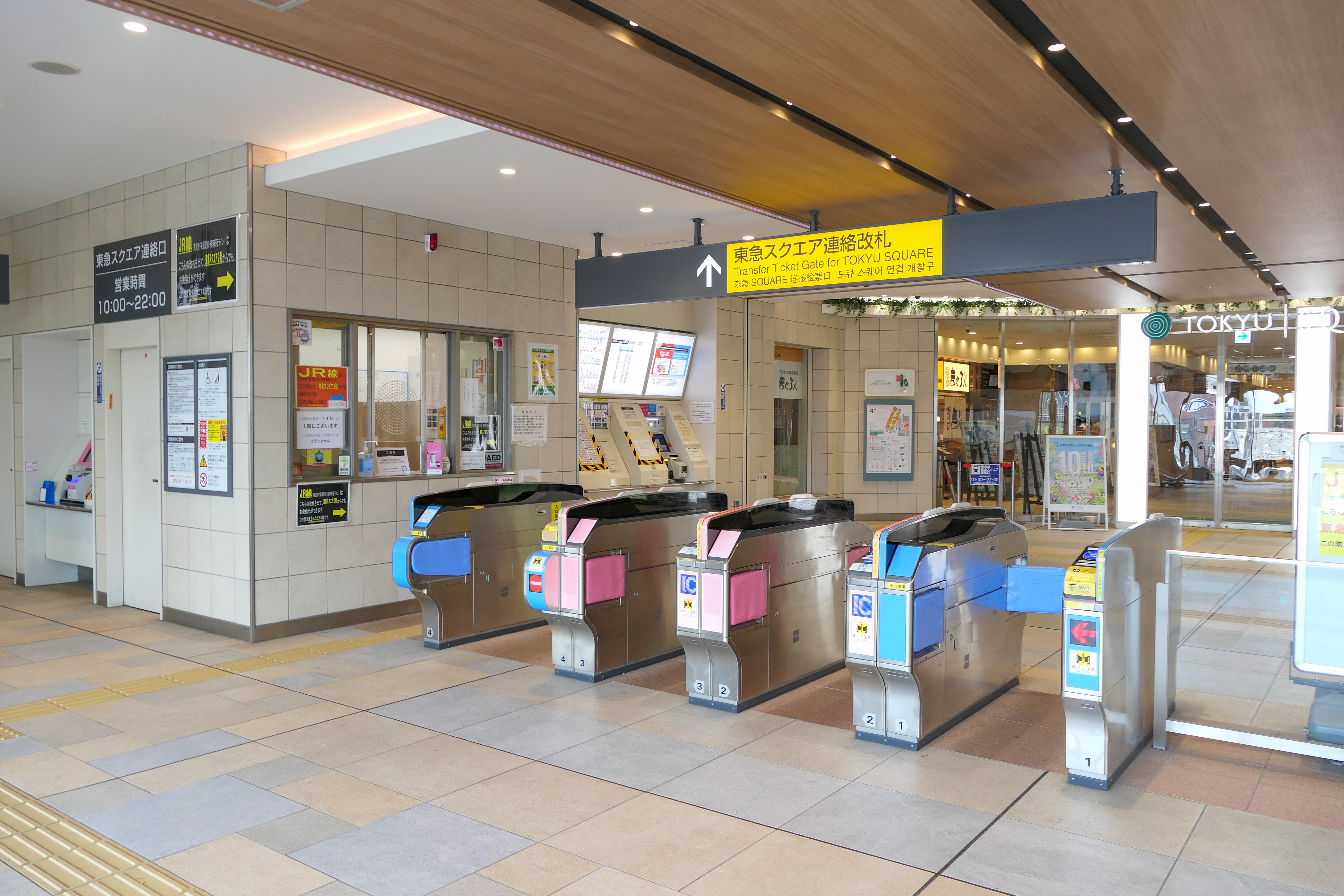
東急スクエア連絡改札（2023年4月）
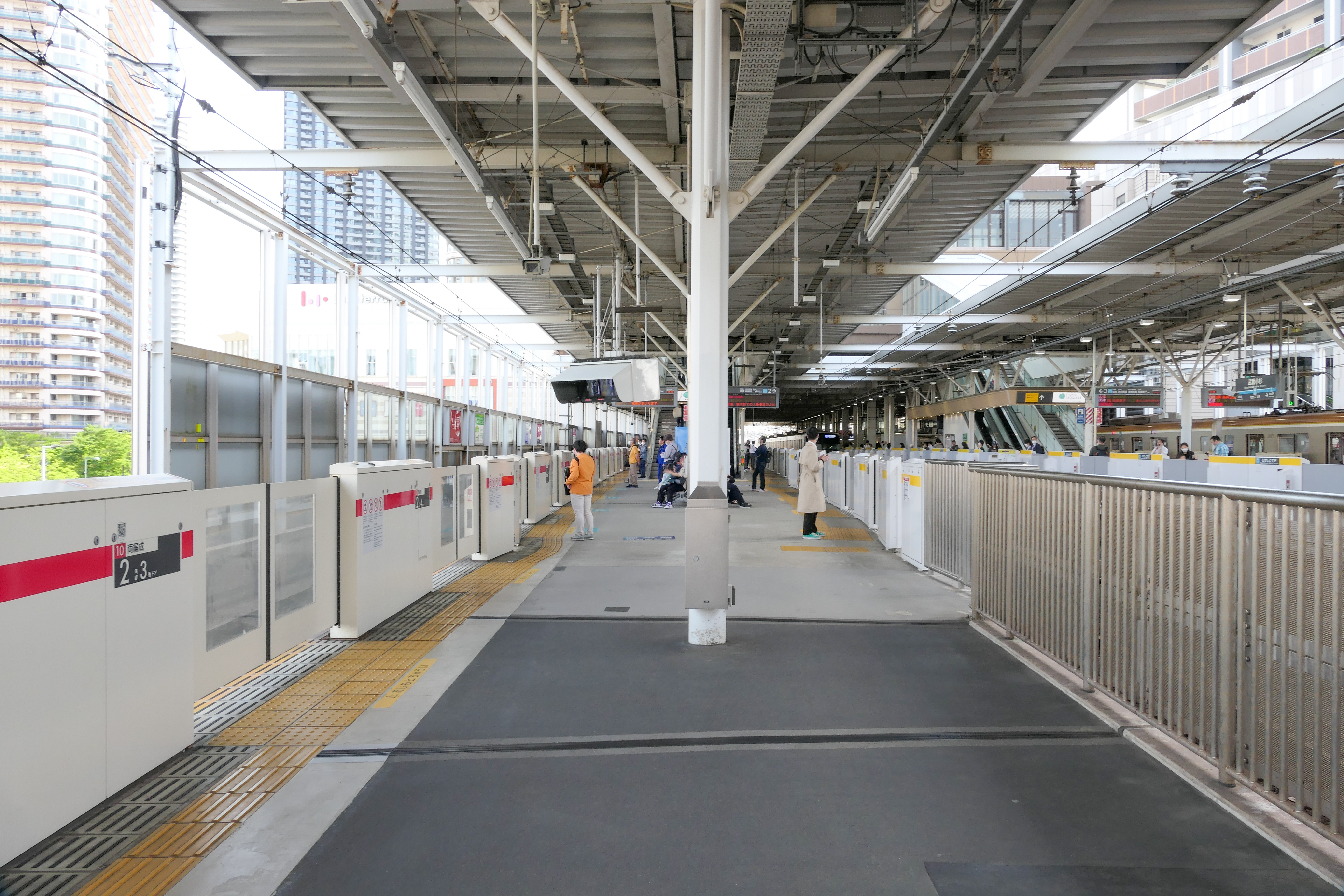
1・2番線ホーム（2023年4月）
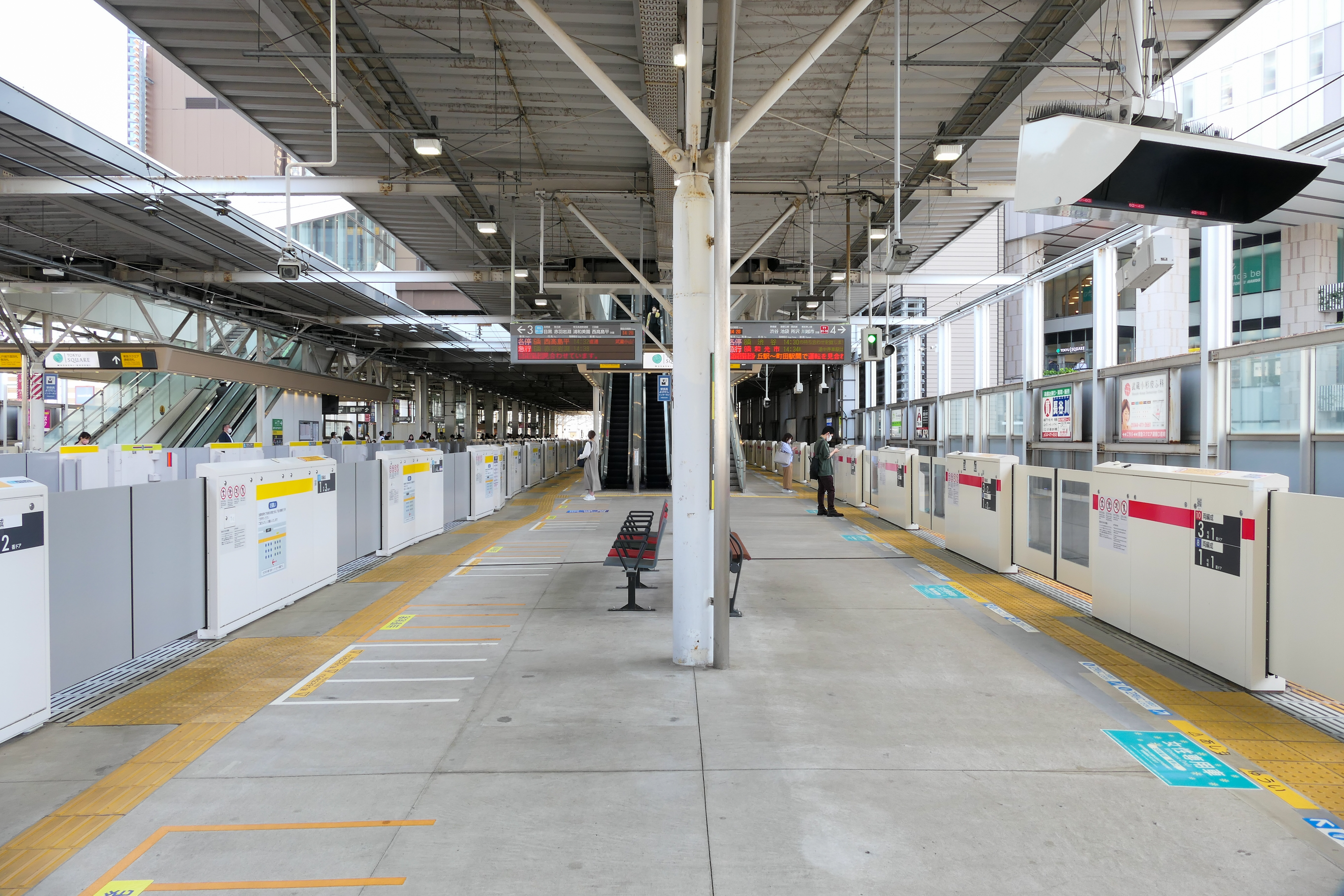
3・4番線ホーム（2023年4月）

## 利用状況
- JR東日本 - 2023年度（令和5年度）の1日平均乗車人員は107,559人である[JR 1]。
JR東日本管内の駅では五反田駅に次いで第27位、神奈川県内では川崎駅に次ぐ第3位である。南武線の駅では川崎駅・立川駅に次いで第3位、横須賀線の駅では横浜駅・東京駅・品川駅・新橋駅に次いで第5位、湘南新宿ラインの駅では新宿駅・池袋駅・横浜駅・渋谷駅・大宮駅・大崎駅・恵比寿駅に次いで第8位である。横須賀線駅開業で大幅に増加した。2016年（平成28年）の首都圏鉄道混雑ランキングで武蔵小杉→西大井はワースト4位であった。
- 東急電鉄[東急 1]
  - 東横線 - 2024年度（令和6年度）の1日平均乗降人員は153,161人である。
同線の駅では渋谷駅、横浜駅、中目黒駅に次ぐ第4位。
  - 目黒線 - 2024年度（令和6年度）の1日平均乗降人員は51,637人である。
同線の駅では目黒駅、武蔵小山駅に次ぐ第3位。

### 年度別1日平均乗降人員
各年度の1日平均乗降人員は下表の通り。
- 東横線・目黒線の値には、東急線相互間の乗換人員を含まない。

| 年度               | 東急電鉄         | 東急電鉄 | 東急電鉄         | 東急電鉄 |
| 年度               | 東横線           | 東横線   | 目黒線           | 目黒線   |
| 年度               | 1日平均 乗降人員 | 増加率   | 1日平均 乗降人員 | 増加率   |
| ------------------ | ---------------- | -------- | ---------------- | -------- |
| 2002年（平成14年） | 147,609          |          | 26,840           |          |
| 2003年（平成15年） | 148,730          | 0.8%     | 28,147           | 4.9%     |
| 2004年（平成16年） | 151,223          | 1.7%     | 28,752           | 2.1%     |
| 2005年（平成17年） | 154,951          | 2.5%     | 30,058           | 4.5%     |
| 2006年（平成18年） | 158,693          | 2.4%     | 31,124           | 3.5%     |
| 2007年（平成19年） | 165,190          | 4.1%     | 34,696           | 11.5%    |
| 2008年（平成20年） | 163,770          | −0.9%    | 42,052           | 21.2%    |
| 2009年（平成21年） | 162,475          | −0.8%    | 43,160           | 2.6%     |
| 2010年（平成22年） | 152,910          | −5.9%    | 39,102           | −9.4%    |
| 2011年（平成23年） | 149,361          | −2.3%    | 38,028           | −2.7%    |
| 2012年（平成24年） | 150,326          | 0.6%     | 39,006           | 2.6%     |
| 2013年（平成25年） | 160,939          | 7.1%     | 40,920           | 4.9%     |
| 2014年（平成26年） | 165,188          | 2.6%     | 43,523           | 6.4%     |
| 2015年（平成27年） | 171,333          | 3.7%     | 45,766           | 5.2%     |
| 2016年（平成28年） | 175,059          | 2.2%     | 47,615           | 4.0%     |
| 2017年（平成29年） | 176,606          | 0.9%     | 48,857           | 2.6%     |
| 2018年（平成30年） | 176,351          | −0.1%    | 49,681           | 1.7%     |
| 2019年（令和元年） | 173,414          | −1.7%    | 49,842           | 0.3%     |
| 2020年（令和02年） | 118,030          | −31.9%   | 33,778           | −32.2%   |
| 2021年（令和03年） | 128,947          | 9.2%     | 36,951           | 9.4%     |
| 2022年（令和04年） | 140,551          | 9.0%     | 41,209           | 11.5%    |
| 2023年（令和05年） | 147,450          | 4.9%     | 47,899           | 16.2%    |
| 2024年（令和06年） | 153,161          | 3.9%     | 51,637           | 7.8%     |

### 年度別1日平均乗車人員
各年度の1日平均乗車人員は下表の通り（目黒線の乗車人員を含む）。
- JR東日本、東急ともに神奈川県県勢要覧を参照。

| 年度               | JR東日本 | 東急電鉄 | 出典                |
| ------------------ | -------- | -------- | ------------------- |
| 1995年（平成07年） | 64,455   | 79,172   | [ 乗降データ 3 ]    |
| 1996年（平成08年） | 66,694   |          |                     |
| 1997年（平成09年） | 65,155   |          |                     |
| 1998年（平成10年） | 64,697   | 79,471   | [ 神奈川県統計 1 ]  |
| 1999年（平成11年） | 64,165   | 79,065   | [ 神奈川県統計 2 ]  |
| 2000年（平成12年） | 64,336   | 90,003   | [ 神奈川県統計 2 ]  |
| 2001年（平成13年） | 66,711   | 105,341  | [ 神奈川県統計 3 ]  |
| 2002年（平成14年） | 67,371   | 106,923  | [ 神奈川県統計 4 ]  |
| 2003年（平成15年） | 68,632   | 109,038  | [ 神奈川県統計 5 ]  |
| 2004年（平成16年） | 69,621   | 110,460  | [ 神奈川県統計 6 ]  |
| 2005年（平成17年） | 70,685   | 92,120   | [ 神奈川県統計 7 ]  |
| 2006年（平成18年） | 72,846   | 94,563   | [ 神奈川県統計 8 ]  |
| 2007年（平成19年） | 76,114   | 99,902   | [ 神奈川県統計 9 ]  |
| 2008年（平成20年） | 77,193   | 109,871  | [ 神奈川県統計 10 ] |
| 2009年（平成21年） | 76,831   | 102,895  | [ 神奈川県統計 11 ] |
| 2010年（平成22年） | 99,617   | 95,668   | [ 神奈川県統計 12 ] |
| 2011年（平成23年） | 103,624  | 93,374   | [ 神奈川県統計 13 ] |
| 2012年（平成24年） | 108,046  | 94,290   | [ 神奈川県統計 14 ] |
| 2013年（平成25年） | 115,262  | 100,475  | [ 神奈川県統計 15 ] |
| 2014年（平成26年） | 119,604  | 103,922  | [ 神奈川県統計 16 ] |
| 2015年（平成27年） | 124,325  | 108,191  | [ 神奈川県統計 17 ] |
| 2016年（平成28年） | 128,079  | 110,967  | [ 神奈川県統計 18 ] |
| 2017年（平成29年） | 129,637  | 112,325  | [ 神奈川県統計 19 ] |
| 2018年（平成30年） | 130,752  | 112,641  | [ 神奈川県統計 20 ] |
| 2019年（令和元年） | 129,194  | 111,680  | [ 神奈川県統計 21 ] |
| 2020年（令和02年） | 88,994   | 75,765   | [ 神奈川県統計 22 ] |
| 2021年（令和03年） | 91,146   | 82,798   | [ 神奈川県統計 23 ] |
| 2022年（令和04年） | 99,969   |          |                     |
| 2023年（令和05年） | 107,559  |          |                     |

## 駅弁
JR東日本側の改札内には崎陽軒の売店が出店し、近隣の武蔵小杉東急スクエア1階にも出店している。主な駅弁は下記の通り。
- 横濱中華弁当
- 幕の内弁当
- かながわ味わい弁当(季節により内容が変わる：春・初夏・夏・秋・冬)
- シウマイ弁当
- おべんとう(季節により内容が変わる春・初夏・夏・秋・冬)
- しょうが焼弁当
- 横濱チャーハン
- お赤飯弁当
- 炒飯弁当

## 駅周辺

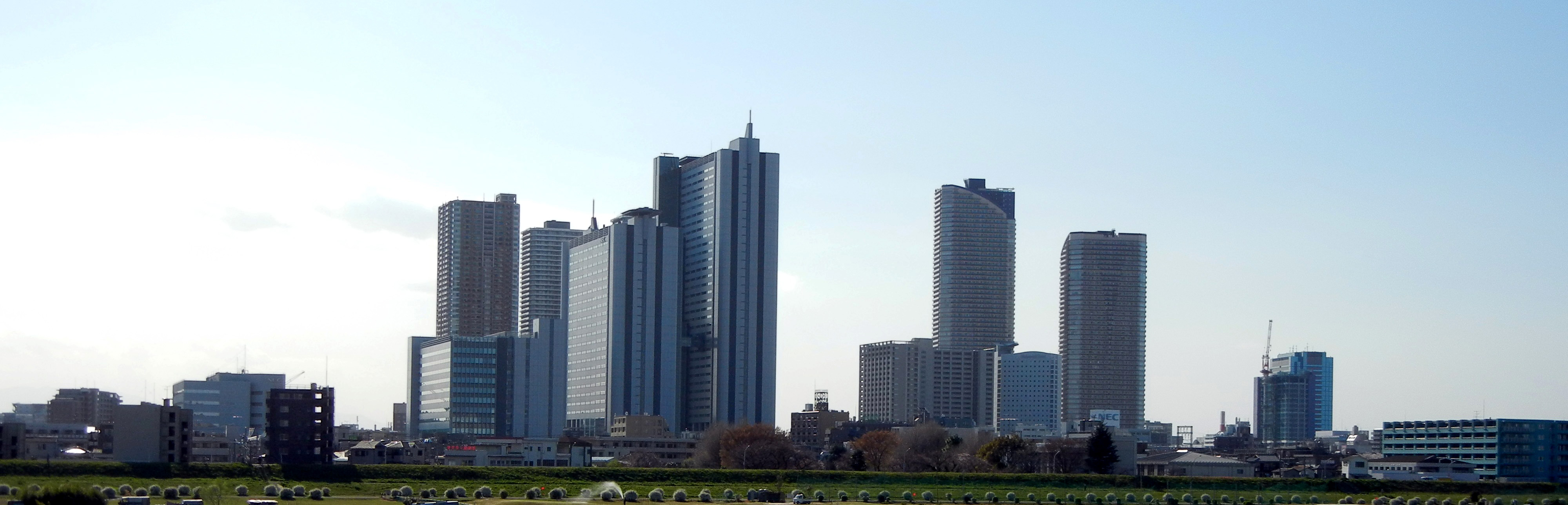
武蔵小杉の高層ビル・マンション群

### 北口（JR南武線 武蔵小杉駅側）
- 日本医科大学武蔵小杉病院
- 武蔵小杉タワープレイス
- かわさき市民放送（コミュニティFM放送局）
- 大西学園小学校・大西学園中学校・高等学校
- キヤノン 小杉事業所
- パークシティ武蔵小杉 タワーズイースト
- パークシティ武蔵小杉 タワーズウエスト
- 川崎市コンベンションホール

### 東口・南口（東急東横線・目黒線正面口）
- 川崎市中原消防署／リッチモンドホテルプレミア武蔵小杉（建物を共有）
- 川崎市中原市民館
- ダイエーfoodium武蔵小杉
- セントラルフィットネスクラブ武蔵小杉
- グランツリー武蔵小杉 - 2014年（平成26年）11月22日開業[新聞 6]
- 武蔵小杉東急スクエア - 2013年（平成25年）4月2日開業[新聞 4]

### 南口・西口（東急東横線・目黒線南口）
- 川崎市中原区役所
- 中原保健福祉センター
- 川崎市中原市民館
- 小杉こども文化センター（現在閉鎖中・代替施設「小杉っこスペース」、2020年12月中旬にコスギ サード アヴェニュー ザ・レジデンスに新設予定）
- 武蔵小杉東急スクエア
- ららテラス武蔵小杉 - 2014年（平成26年）4月19日開業[新聞 7]
- グランツリー武蔵小杉
- イトーヨーカドー 武蔵小杉店 - 1983年（昭和58年）3月開業[38]
- 川崎市立中原図書館
- 中原郵便局
  - ゆうちょ銀行 中原店
- 神奈川県中原警察署
- 聖マリアンナ医科大学東横病院 - 2024年3月末で閉院[39]
- ホテル精養軒
- 法政通り商店街
- サライ通り商店会
- 信号器材 本社・工場
- 東京応化工業 本社
- 東計電算 本社
- 二ヶ領用水
- 中原平和公園
- 川崎市平和館
- 神奈川県立住吉高等学校
- 法政大学第二中学校・高等学校
- パークシティ武蔵小杉
- シティタワー武蔵小杉
- エクラスタワー武蔵小杉
- コスギ サード アヴェニュー ザ・レジデンス

### 横須賀線口（JR横須賀線武蔵小杉駅・横須賀線口・新南改札）
- グランツリー武蔵小杉
- セントラルフィットネスクラブ 武蔵小杉
- 日本電気 玉川事業場（NEC玉川ルネッサンスシティ）
- デリド 武蔵小杉店
- 向河原駅（南武線）

### 周辺道路
- 東京都道・神奈川県道2号東京丸子横浜線（綱島街道）・最寄り（南口・東口・横須賀線口）
- 国道409号（府中街道）・最寄り（南口・西口）
- 南武沿線道路・最寄り（北口）

## バス路線
駅の立地の関係でバス停留所は4か所に分散した設置となっている。JRの北口と横須賀線口、JRの東口・東急の正面口（東口駅前広場）にバスターミナルが、東急の南口にバス停留所があり、川崎市交通局・川崎鶴見臨港バス・東急バスが周辺各方面への路線バスを運行している。停留所は北口（小杉駅前）・南口（東横線小杉駅）・横須賀線口（横須賀線小杉駅）・東口（小杉駅東口）の4か所に設けられているが、東口以外の3か所は互いに500メートル程度離れており、東口はその3か所を結んだ三角形の中央付近に位置する。
Jリーグ・川崎フロンターレの本拠地になっている等々力陸上競技場や川崎市市民ミュージアムのある等々力緑地へのバスも発着する。

### 北口（小杉駅前）
川崎市交通局、東急バスが運行する路線バスが発着している。
| のりば | 運行事業者                | 系統・行先                                                                                        | 備考 |
| ------ | ------------------------- | ------------------------------------------------------------------------------------------------- | ---- |
| 1      | 川崎市交通局              | - 溝05：溝口駅前 - 杉40：市民ミュージアム / 中原駅前                                              |      |
| 2      | 東急バス                  | - 溝02・無系統：溝の口駅 / 高津駅前 / 新平瀬橋 - 川31：高津駅前                                   |      |
| 3      | 東急バス                  | - 杉09：野川台公園前 - 杉06：東山田駅入口 / 道中坂下                                              |      |
| 4      | 川崎市交通局              | - 川71：川崎駅ラゾーナ広場 - 川74：川崎駅ラゾーナ広場 / 川崎駅（東口） - 杉40・川71・川74：上平間 |      |
| 5      | - 川崎市交通局 - 東急バス | 鷺02：鷺沼駅                                                                                      |      |
| 6      | 川崎市交通局              | - 杉10：蟹ヶ谷 / 井田営業所 - 溝04：溝口駅前                                                      |      |

### 南口（東横線小杉駅）
東急バスが運行する路線バスが発着している。
| 方向   | 運行事業者 | 系統・行先                                                                | 備考                         |
| ------ | ---------- | ------------------------------------------------------------------------- | ---------------------------- |
| 北方向 | 東急バス   | - 川31・川32：高津駅前 - 川33：市民ミュージアム                           |                              |
| 南方向 | 東急バス   | - 川31・川32・川33：川崎駅ラゾーナ広場 - ミッドナイト・アロー：新羽営業所 | ミッドナイトアローは降車専用 |

### 横須賀線口（横須賀線小杉駅）
川崎市交通局、川崎鶴見臨港バス、東急バス、京浜急行バスが運行する路線バスが発着している。
| のりば | 運行事業者                | 系統・行先                                                      | 備考                               |
| ------ | ------------------------- | --------------------------------------------------------------- | ---------------------------------- |
| 1      | 川崎市交通局              | - 杉02：井田病院 - 杉03：蟹ヶ谷 / 井田営業所前 - 杉04：新城駅前 |                                    |
| 2      | - 東急バス - 京浜急行バス | 空港連絡：羽田空港                                              |                                    |
| 3      | 川崎鶴見臨港バス          | 川55：川崎駅西口 / 小倉陸橋                                     | 土休日の日中の半数は小杉駅東口始発 |

### 東口（小杉駅東口）
川崎市交通局、川崎鶴見臨港バス、東急バス、京浜急行バスが運行する路線バスが発着している。
| のりば | 運行事業者                                   | 系統・行先 | 備考 |
| ------ | -------------------------------------------- | --- | ---- |
| 1      | 川崎鶴見臨港バス                             | 川55：川崎駅西口 / 小倉陸橋 / 横須賀線小杉駅                                                                                                |      |
| 2      | 川崎市交通局                                 | - 杉01：総合リハビリテーションセンター前 - 杉02：井田病院 - 杉03：蟹ヶ谷 / 井田営業所前 - 杉04：新城駅前 - 杉02・杉03・杉04：横須賀線小杉駅 |      |
| 3      | - 東急バス - 京浜急行バス                    | 空港連絡：羽田空港 |      |
| 3      | - 東急バス - 京成バス - 京成トランジットバス | 高速バス：東京ディズニーリゾート |      |
| 3      | 東急バス                                     | - 川32：川崎駅ラゾーナ広場 / 高津駅前 - 直行：キヤノン玉川事業所                                                                            |      |

## 川崎縦貫高速鉄道の計画
- 川崎市が2015年の開業を目標に整備を構想していた川崎縦貫高速鉄道は、これまで新百合ヶ丘駅 - 元住吉駅間だった計画ルートが変更され、新百合ヶ丘駅 - 宮前平駅 - 本駅間となり、新たに建設計画が進められていたが、2013年に高速鉄道事業会計を閉鎖し[新聞 8]、その後計画は正式に中止となっている。

## 隣の駅
※東日本旅客鉄道（JR東日本）の特急「成田エクスプレス」「踊り子・サフィール踊り子」の隣の停車駅は、各列車記事を参照のこと。
東日本旅客鉄道（JR東日本）
 南武線
■快速
鹿島田駅（JN 04）- 武蔵小杉駅（JN 07）- 武蔵中原駅（JN 08）
■各駅停車
向河原駅（JN 06）- 武蔵小杉駅（JN 07）- 武蔵中原駅（JN 08）
 横須賀線
- 特急「成田エクスプレス」停車駅

■普通
西大井駅（JO 16）- 武蔵小杉駅（JO 15）- 新川崎駅（JO 14）
 湘南新宿ライン
- 特急「踊り子・サフィール踊り子」停車駅

■特別快速・■快速（いずれも高崎線 - 東海道線直通）
大崎駅（JS 17）- 武蔵小杉駅（JS 15）- 横浜駅（JS 13）
■普通（宇都宮線 - 横須賀線直通）
西大井駅（JS 16）- 武蔵小杉駅（JS 15） - 新川崎駅（JS 14）
 相鉄線直通列車
■各駅停車
西大井駅（JS 16）- 武蔵小杉駅（JS 15） -  （鶴見駅） - 羽沢横浜国大駅（SO51）
※鶴見駅は運賃計算上の分岐点である。
東急電鉄
 東横線
■特急
自由が丘駅（TY07）- 武蔵小杉駅（TY11）- 菊名駅（TY16）
□通勤特急
自由が丘駅（TY07）- 武蔵小杉駅（TY11）- 日吉駅（TY13）
■急行
多摩川駅（TY09）- 武蔵小杉駅（TY11）- 日吉駅（TY13）
■各駅停車
新丸子駅（TY10）- 武蔵小杉駅（TY11）- 元住吉駅（TY12）
 目黒線
■急行
多摩川駅（MG09）- 武蔵小杉駅（MG11）- 日吉駅（MG13）
■各駅停車
新丸子駅（MG10）- 武蔵小杉駅（MG11）- 元住吉駅（MG12）

### 記事本文